# Euphyia furciferata
Euphyia furciferata är en fjärilsart som beskrevs av Walker 1862. Euphyia furciferata ingår i släktet Euphyia och familjen mätare. Inga underarter finns listade i Catalogue of Life.